# 英格兰高等教育基金管理委员会
英格兰高等教育基金管理委员会（Higher Education Funding Council for England，缩写：HEFCE），也译为英格蘭高等教育經費補助委員會，是1992年至2018年间存在的一个英国非政府部門公共機構，负责英国高等教育机构经费的审批和拨款。2017-18年经手的经费达35亿英镑。2018年4月1日，它被学生事务办公室（Office for Students，OFS）、英国科研创新办公室（UK Research & Innovation，UKRI）取代。